# Chudzów
Chudzów (niem. Welchen) – osada wsi Czerwieńczyce w Polsce położona w województwie dolnośląskim, w powiecie kłodzkim, w gminie Nowa Ruda.

## Położenie
Chudzów położony jest w Sudetach Środkowych, w Garbie Dzikowca, w dolinie pomiędzy górą Borek a Dębówką, na wysokości 450–460 m n.p.m.

## Podział administracyjny
W latach 1975–1998 miejscowość administracyjnie należała do województwa wałbrzyskiego.

## Historia
Chudzów powstał najprawdopodobniej pod koniec XIX wieku jako rolniczy przysiółek Czerwieńczyc. W przeszłości było tu maksymalnie sześć domów, po 1945 roku część zagród opuszczono, obecnie są tam tylko dwa gospodarstwa.

## Szlaki turystyczne
W pobliżu Chudzowa przechodzi  Główny Szlak Sudecki ze Słupca na Przełęcz Srebrną.